# Euphrasia fedtschenkoana
Euphrasia fedtschenkoana är en snyltrotsväxtart som beskrevs av Richard von Wettstein och Juzepczuk. Euphrasia fedtschenkoana ingår i släktet ögontröster, och familjen snyltrotsväxter. Inga underarter finns listade i Catalogue of Life.